# Joe Gonzales
Joseph Anthony „Joe“ Gonzales (* 10. April 1957 in Montebello, Kalifornien) ist ein ehemaliger US-amerikanischer Ringer. Er war Gewinner der Bronzemedaille bei den Weltmeisterschaften 1983 in Edmonton im freien Stil im Fliegengewicht.

## Werdegang
Joe Gonzales, ein Kalifornier aus Los Angeles, begann als Jugendlicher in seiner Heimatstadt mit dem Ringen. Er entwickelte sich zu einem hervorragenden Freistilringer, der immer in der leichtesten Gewichtsklasse, dem Fliegengewicht rang. 1975 wurde er Meister von Kalifornien und amerikanischer Juniorenmeister. Er besuchte dann die California State University in Bakersfield und heimste auch als Universitätsringer einige große Erfolge ein. 1979 wurde er amerikanischer Vizestudentenmeister und 1980 amerikanischer Studentenmeister im Fliegengewicht (NCAA Div. I. Collegiate Championships).
Im Jahre 1980 stand er in der Endausscheidung für die Olympischen Spiele in Moskau, unterlag aber gegen Gene Mills. Dieser konnte aber dann wegen des Boykotts dieser Spiele durch die USA nicht an den Olympischen Spielen in Moskau teilnehmen. Die internationale Ringerkarriere von Joe Gonzales begann bei den Weltmeisterschaften 1981 in Skopje. Joe, der inzwischen für die „Sunkist Kids“ in Phoenix, Arizona, startete, gewann dort vier Kämpfe, unterlag aber dem Mongolen Nandsadyn Bürgedaa und dem Deutschen Hartmut Reich aus Jena und erreichte einen guten 5. Platz.
Ein Jahr später gelang Gonzales bei den Weltmeisterschaften in Edmonton mit dem 3. Platz der größte Erfolg seiner Laufbahn. Auf dem Weg dorthin gewann er in einem Vorrundenkampf auch gegen den bundesdeutschen Vertreter Fritz Niebler aus Viernheim.
Bei den Weltmeisterschaften 1983 in Kiew und den Olympischen Spielen 1984 in Los Angeles erreichte Gonzales keine Spitzenplätze. Er landete beide Male auf dem 9. Platz. Sehr viel besser lief es für ihn wieder bei den Weltmeisterschaften 1985 in Budapest, der letzten, an der er teilnahm. Er verpasste dort mit dem 4. Platz nur knapp eine Medaille. Im Kampf um die Bronzemedaille war er dabei dem Japaner Mitsuro Sato nach Punkten unterlegen.
1988 versuchte sich Gonzales noch einmal für die Olympischen Spiele in Seoul zu qualifizieren, unterlag aber in der Olympiaausscheidung (Trials) gegen Ken Chertow, den er bei den USA-Meisterschaften 1988 noch geschlagen hatte.
Joe Gonzales ist nach seiner aktiven Zeit dem Ringen treu geblieben. Er veranstaltet jetzt Ringerseminare für den Nachwuchs.

## Internationale Erfolge
(OS = Olympische Spiele, WM = Weltmeisterschaften, F = freier Stil, Fl = Fliegengewicht, damals bis 52 kg Körpergewicht)
- 1981, 5. Platz, WM in Skopje, F, Fl, mit Siegen über Erwin Mühlemann, Schweiz, Valentin Dimitrow, Bulgarien, Ray Takahashi, Kanada u. Mohammed Babagli, Iran u. Niederlagen gegen Nandsadyn Bürgedaa, Mongolei u. Hartmut Reich, DDR;

- 1982, 1. Platz, World-Cup in Toledo (Ohio), F, Fl, vor Osman Efendiew, UdSSR, Ray Takakashi u. An Sung-Moon, Südkorea;

- 1982, 3. Platz, WM in Edmonton, F, Fl, hinter Hartmut Reich u. Osman Efendiew u. vor Jong Kyu-Kim Südkorea, Aslan Seyhanlı, Türkei u. Admir Teherani, Iran;

- 1983, 9. Platz, WM in Kiew, F, Fl, Sieger: Valentin Jordanow, Bulgarien vor Toshio Asakura, Japan u. Anatoli Beloglasow, UdSSR;

- 1984, 1. Platz, World-Cup in Toledo (Ohio), F, Fl, vor Ray Takahashi, Amangeldy Dschaparow, UdSSR u. Stojan Petkow, Bulgarien;

- 1984, 9. Platz, OS in Los Angeles, F, Fl, mit einem Sieg über Moore, Großbritannien u. Niederlagen gegen Šaban Trstena, Jugoslawien u. Magavir Singh, Indien;

- 1985, 4. Platz, WM in Budapest, F, Fl, hinter Valentin Jordanow, Minatulla Daibow, UdSSR u. Mitsuru Satō, Japan u. vor Nandsadyn Bürgedaa u. Hartmut Reich;

- 1988, 1. Platz, World-Cup in Toledo (Ohio), F, Fl, vor Anatoli Beloglasow u. Carlos Valera Gonzales, Kuba

## USA-Meisterschaften
- 1978, 6. Platz, F, Fl, hinter Him Harris, Mike Mc Arthur, Peter Moselli, Isamitsu Kariba u. Ed Knecht,
- 1980, 1. Platz, F, Fl, vor Tom Dursee u. Bill De Paoli,
- 1981, 1. Platz, F, Fl, vor Dan Glenn u. Lewis Dorrance,
- 1983, 1. Platz, F, Fl,
- 1986, 1. Platz, F, Fl,
- 1988, 1. Platz, F, Fl, vor Ken Chertow

## US-Studentenmeisterschaften
- 1979, 2. Platz, F, Fk, hinter Gene Mills u. vor Don Finnegan,
- 1980, 1. Platz, F, Fl, vor Dan Glenn u. Jim Zenz